# Giebułtów (Dolnoslezské vojvodství)
Giebułtów (německy Gebhardsdorf) je vesnice ležící v Polsku, v Dolnoslezském vojvodství, v okrese Lwówek Śląski. Nachází se 3 km od městečka Mirsk a 12 km od Nového Města pod Smrkem.

## Exulanti
Do jihovýchodního výběžku Horní Lužice prchali před násilnou rekatolizací nejen Němci a Češi z Frýdlantského výběžku a okolí, ale i Češi z vnitrozemí. Tito exulanti v letech 1650–1674 založili v okolí Gebhardsdorfu další osady (např. Horní Gebhardsdorf, Nový Gebhardsdorf – Giebułtówek, Estherwade – Wola Augustowska, Neu Scheiba – Skiba a jiné). V roce 1682 došlo k roztržce mezi císařem Leopoldem I. a saským kurfiřtem Janem Jiřím III. Saským kvůli hromadné emigraci obyvatel z Rokytnice nad Jizerou vedenou Jiřím Gernertem. Saský kurfiřt měl, na rozkaz z Prahy, běžence vrátit. Proto bylo 120 exulantů zajištěných v Gebhardsdorfu odvedeno zpět do Rokytnice. Za vlády Karla VI. se v monarchii zostřila protireformace a další vlna českých běženců v Gebhardsdorfu byla pietisticky smýšlející. Tito noví Češi navštěvovali bohoslužby v Großhennersdorfu, Gerlachsheimu i Berthelsdorfu, proto bylo šedesát pietistů z města vykázáno. Řada rodin nových Čechů tíhnoucích k Herrnhutu se odstěhovala do Českého Rixdorfu, Nízkého i jinam.

## Pamětihodnosti
- Farní kostel svatého Michaela byl postaven v roce 1508 na místě bývalého kostela zničeného husity v roce 1431. V době pobělohorské (od roku 1654) byl tento protestantský kostel útočištěm českých evagelíků. V roce 1668 byl kostel kvůli své nedostatečné kapacitě přestavěn tak, aby se do něj vešly dva tisíce věřících.[2] Hlavní, pozdně barokní oltář byl vytvořen v roce 1735. Kazatelna je dílem sochaře Gottfrieda Lincke z Löwenbergu. Na jižní fasádě jsou četné epitafy ze 17. až 19. století. Obrazy z roku 1714 na dvoupodlažní galerii byly v roce 1963 Poláky odstraněny. Obec patří od roku 1945 Polsku, původní obyvatelé byli vyhnáni, kostel si přivlastnila a upravila katolická církev.

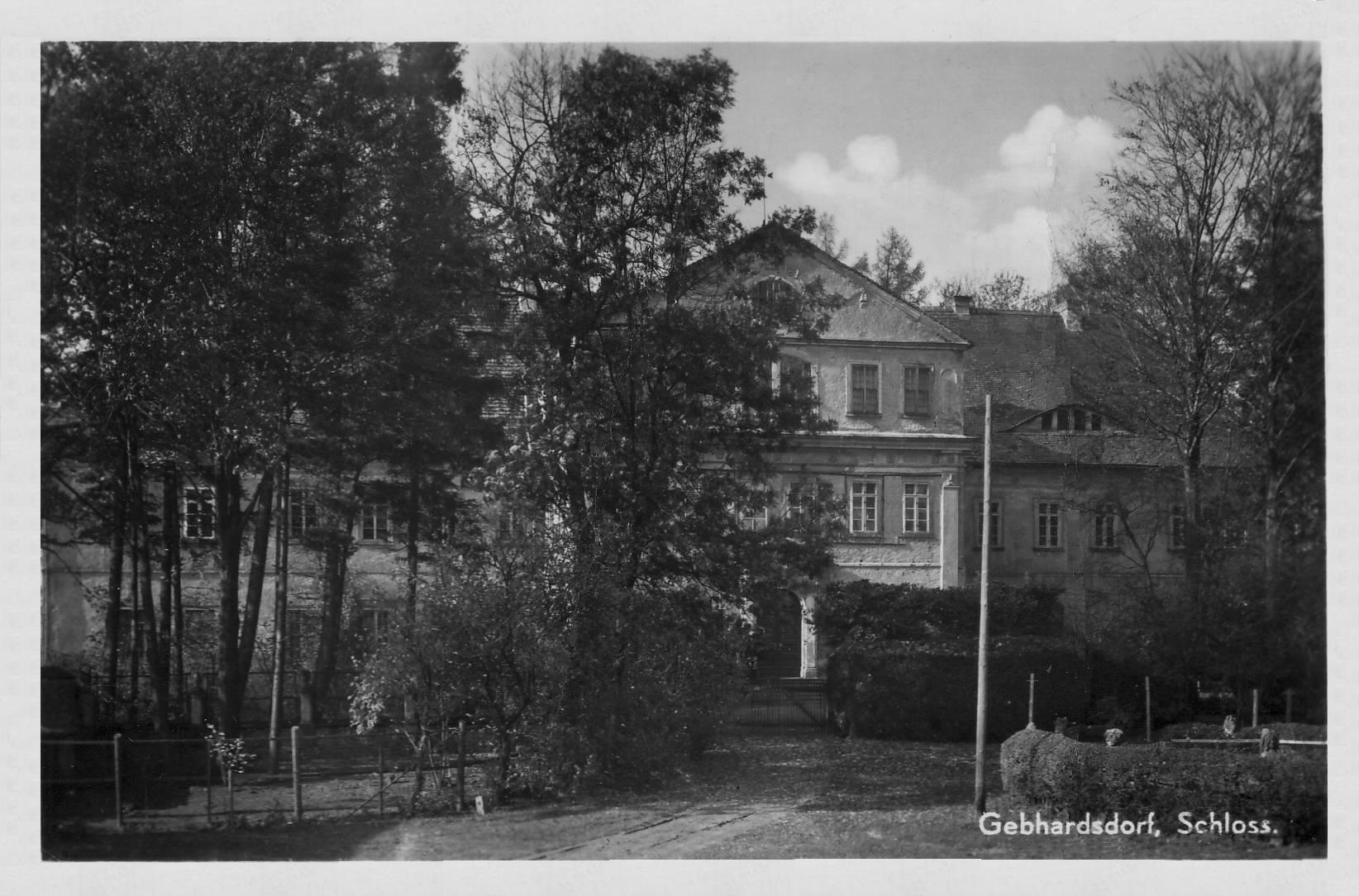
Od roku 1945 chátrající zámecký areál

- Barokní palác Gebhardsdorf byl postaven Christophem von Uechtritz v letech 1661–1665 (podle data na portálu kolem roku 1760) na zcela novém, nezastavěném místě. K úpravám a rekonstrukci zámku došlo v 19. a na počátku 20. století. Od roku 1945 památkově chráněný zámek chátrá, areál je uzavřený a veřejnosti nepřístupný.
- Evangelický hřbitov, nepoužívaný